# Барвенко, Владимир Владимирович
Влади́мир Влади́мирович Барве́нко (13 июля 1943, станица Раздорская, Ростовская область — 13 июня 2023, Шахты, Россия) — донской писатель, поэт, телеведущий, журналист.

## Биография
Родился в семье служащих. После окончания средней школы работал на производстве, проходил службу в армии. Высшее образование получил в Шахтинском педагогическом институте на историко-филологическом факультете. Начинал трудовой путь рабочим (1961—1965), был преподавателем  общественных дисциплин в профессионально-техническом училище (1965—1978), работал журналистом, специальным корреспондентом, ведущим программы «Кадр» Ростовского областного телевидения (1978—1993), главным редактором и одним из создателей городской телекомпании «Орбита-Шахты» (1993—1999). Занимается телевизионной публицистикой.
Член Союза писателей России с 1993 года.
Скончался 13 июня 2023 года.

## Творчество
Первые произведения написаны о молодёжи и современниках. Печататься начал в молодежных газетах и журналах в 70-е годы XX века.
Успешно публиковался в популярном советском журнале «Крестьянка», переводился на языки дружественных СССР стран (журнал «Советский Союз»). Автор книжной прозы: «Трамвайное соло» (Ростовское издательство, 1987), повесть «Утро чудес» (М., «Молодая гвардия», 1989), «Золотой дождь» (Ростовское издательство, 1991), рассказ «Гон» (Ростовское издательство, 1992). Печатался в литературных журналах «Дон», «Юность», «Октябрь». Выпустил сборник стихов.
В 2008 году опубликованы повести «Временно не доступен» и «Проснуться и забыть», переиздан роман «Блистательный жираф».
В 2006 году биография и творчество Владимира Барвенко легли в основу одного из вопросов для областного молодёжного телевизионного проекта «Эрудит Дона».

## Издания
Изданы следующие произведения писателя:
- Трамвайное соло. Повесть. – Ростов-н/Д: Ростиздат, 1987.
- Утро чудес. Повесть. – М.: изд-во «Молодая гвардия», 1989.
- Повести и рассказы. – Ростов-н/Д: Ростиздат, 1991.
- Гон. Повести, рассказы. – Ростов-н/Д: Ростиздат, 1992.
- Блистательный жираф. Роман, рассказы. – Ростов-н/Д: Ростиздат, 2000.
- Мёд земного искушения. Стихи. – Ростов-н/Д: Ростиздат, 2002.
- Проснуться и забыть. Повести и роман. – Ростов-н/Д: изд-во «Акра», 2008.

## Награды и звания
Лауреат литературной премии им. Алексея Недогонова.